# 金鹤公园
金鹤公园是位於中國上海市嘉定區江桥鎮金耀路和金沙江西路路口的一個公園，也是附近住宅區的配套公園。占地4.46公顷，公園附近是金鹤新城，所以得名金鹤公园。公园建于2006年1月，由上海市住宅建设发展中心承建。